# オウンオピニオン
オウンオピニオン (Own Opinion) とは、1980年前後に活躍したインドの競走馬である。第1回ジャパンカップに出走したことで知られる。

## 来歴
当時のインド最強クラスの馬で、インドターフ招待カップ、インドセントレジャーなどに勝った。インドでの競走成績は41戦27勝。396kg（ジャパンカップ出走時）の小柄な馬体でありながら69kgの斤量を背負い勝った事もある。
同世代にロイヤルターン（32戦26勝、インド2000ギニー・ダービー）というかなり強い馬がいたが、1979年にはインドターフ招待カップでロイヤルターンを破り、さらに続くインドセントレジャーでもロイヤルターンの三冠を阻止した。
その2年後の1981年、第1回ジャパンカップに招待され日本へ向かった。日本では「インドのシンザン」の触れ込みで紹介された。前哨戦として11月8日のオープン競走（芝1800m）に出走。それまで日本の競馬に外国馬が出走した例は一度も無く、記念すべき初の外国馬となった。結果は馬場が合わなかったのか大差の最下位7着に敗れた。本番のジャパンカップも海外調教馬が上位を占める中、15頭中13着に終わっている。先着した2頭はカナダのステークスウィナーであるブライドルパース、ミスターマチョであった。この時既にオウンオピニオンは全盛期を過ぎていたと言われており、インド競馬では蹄鉄を付ける習慣が無かったことから2戦とも蹄鉄を付けずに出走するなど、恵まれない臨戦態勢も結果に響いた。
1992年、『競馬最強のデータ』誌が評論家や愛好者100人にジャパンカップ史上最も弱かった招待馬を尋ねたところ、うち44人がオウンオピニオンと答えた。しかし、その中には競馬後進国のインド調教馬という偏見からか、ジャパンカップ本番でしんがり負けだったのがオウンオピニオンであると思い込んでいた者も多かったようである。

## 血統表
| オウンオピニオンの血統レリック系（マンノウォー系） / Fair Trial 5×5=6.25%、Nearco 5×5･5=9.38% | オウンオピニオンの血統レリック系（マンノウォー系） / Fair Trial 5×5=6.25%、Nearco 5×5･5=9.38% | オウンオピニオンの血統レリック系（マンノウォー系） / Fair Trial 5×5=6.25%、Nearco 5×5･5=9.38% | （血統表の出典）    | （血統表の出典）    |
| 父 Simead 1968 イギリス                                                                       | 父の父*シルバーシャーク Silver Shark 1963 芦毛 アイルランド                                   | Buisson Ardent                                                                                | Relic               | Relic               |
| 父 Simead 1968 イギリス                                                                       | 父の父*シルバーシャーク Silver Shark 1963 芦毛 アイルランド                                   | Buisson Ardent                                                                                | Rose O'Lynn         |                     |
| 父 Simead 1968 イギリス                                                                       | 父の父*シルバーシャーク Silver Shark 1963 芦毛 アイルランド                                   | Palsaka                                                                                       | Palestine           | Palestine           |
| 父 Simead 1968 イギリス                                                                       | 父の父*シルバーシャーク Silver Shark 1963 芦毛 アイルランド                                   | Palsaka                                                                                       | Masaka              |                     |
| 父 Simead 1968 イギリス                                                                       | 父の母Meadow Pipit 1961 栗毛 アイルランド                                                     | Worden                                                                                        | Wild Risk           | Wild Risk           |
| 父 Simead 1968 イギリス                                                                       | 父の母Meadow Pipit 1961 栗毛 アイルランド                                                     | Worden                                                                                        | Sans Tares          |                     |
| 父 Simead 1968 イギリス                                                                       | 父の母Meadow Pipit 1961 栗毛 アイルランド                                                     | Rising Wings                                                                                  | The Phoenix         | The Phoenix         |
| 父 Simead 1968 イギリス                                                                       | 父の母Meadow Pipit 1961 栗毛 アイルランド                                                     | Rising Wings                                                                                  | Skylarking          |                     |
| 母 Purita 1968 インド                                                                         | 母の父Cornish Flame 1948 栗毛                                                                 | Hyperion                                                                                      | Gainsborough        | Gainsborough        |
| 母 Purita 1968 インド                                                                         | 母の父Cornish Flame 1948 栗毛                                                                 | Hyperion                                                                                      | Selene              |                     |
| 母 Purita 1968 インド                                                                         | 母の父Cornish Flame 1948 栗毛                                                                 | Stratton Street                                                                               | Fairway             | Fairway             |
| 母 Purita 1968 インド                                                                         | 母の父Cornish Flame 1948 栗毛                                                                 | Stratton Street                                                                               | Devonshire House    |                     |
| 母 Purita 1968 インド                                                                         | 母の母Pashmina 1959 鹿毛 インド                                                               | Fair Aid                                                                                      | Nasrullah           | Nasrullah           |
| 母 Purita 1968 インド                                                                         | 母の母Pashmina 1959 鹿毛 インド                                                               | Fair Aid                                                                                      | Fair Portia         |                     |
| 母 Purita 1968 インド                                                                         | 母の母Pashmina 1959 鹿毛 インド                                                               | Tosca                                                                                         | Tarquinius Superbus | Tarquinius Superbus |
| 母 Purita 1968 インド                                                                         | 母の母Pashmina 1959 鹿毛 インド                                                               | Tosca                                                                                         | Big Blaze F-No.6-f  |                     |

## 参考
- GREAT INDIAN THOROUGHBREDS - インディアレースによる紹介記事